# Valéry Giscard d'Estaing
Valéry Marie René Georges Giscard d'Estaing (uitspraakⓘ; Koblenz, 2 februari 1926 – Authon, 2 december 2020) was een Frans politicus van de RI en de UDF. Hij was van 1974 tot 1981 de 20e president van Frankrijk.

## Biografie
Valéry Giscard d'Estaing werd in 1926 in Koblenz geboren als zoon van Edmond Lucien Giscard d’Estaing (1894-1982) en May Marthe Clémence Jacqueline Marie Bardoux (1901-2003). Zijn vader was financieel hoofdinspecteur van de Franse bezettingstroepen in het Duitse Rijnland. Tot 1922 droeg de familie de achternaam Giscard. In dat jaar kregen telgen uit deze familie de naamstoevoeging d'Estaing, naar een van hun voormoeders. De familie Giscard is niet van adellijke afkomst. Kort na de geboorte van Valéry werden zijn ouders in juli 1926 terug naar Frankrijk verplaatst. Zijn vader was van 1932 tot 1947 burgemeester van Chanonat.

## Politieke carrière

### Parlementslid en minister
Giscard d'Estaing werd in 1956, 30 jaar oud, voor het eerst gekozen in de Assemblée Nationale als afgevaardigde voor het district Puy de Dôme namens de partij Centre National des Indépedents et Paysans (CNIP). Hij heeft zichzelf ooit in ideologisch opzicht als 'ongeneeslijke liberaal' omschreven. Hij was vanaf 1959 in verschillende regeringen in de tijd van president De Gaulle staatssecretaris en later minister van Economische zaken en Financiën. Giscard d'Estaing ontwikkelde een kritische houding ten aanzien van De Gaulles solistische stijl van regeren. Hij werd na zijn eerste ambtstermijn als minister in 1966 uit de regering ontslagen.
In 1969 droeg hij bij aan de val van De Gaulle door bij een referendum te adviseren tegen diens hervormingsvoorstellen te stemmen. Hij werd onder president Pompidou en diens premier Messmer weer minister van Economische zaken en Financiën en was van 1967 tot 1974 tevens burgemeester van Chamalières.

### President van Frankrijk
Giscard d'Estaing stelde zich kandidaat voor de Franse presidentsverkiezingen van 1974. Met steun van de gaullist Jacques Chirac elimineerde hij zijn rechtse rivaal Chaban-Delmas en versloeg hij de socialistische tegenkandidaat Mitterrand met een krappe meerderheid.
Hij werd op 48-jarige leeftijd voor een periode van zeven jaar president van Frankrijk en werd soms wel eens aangeduid met zijn initialen 'VGE'. Op zijn initiatief werd in 1978, nadat zijn verhouding met Jacques Chirac, die hij in 1976 als premier had ontslagen, was bekoeld, de centrumrechtse fusiepartij Union pour la Démocratie Française (UDF) opgericht. Deze partij diende tot steun van zijn beleid in het parlement. De eerste oliecrisis sloeg tijdens zijn presidentschap toe, waardoor de werkloosheid sterk toenam. Er kwam daarmee een eind aan les Trente Glorieuses een periode van naoorlogse economische groei in Frankrijk, hetgeen zijn populariteit niet ten goede kwam. Giscard d'Estaing legde de nadruk op modernisering van de economie, onder andere door het opwekken van elektriciteit door kernenergie sterk uit te breiden en het TGV-spoorwegnet aan te leggen. Hij stimuleerde en innoveerde ook de compleet verouderde Franse overheidsdienst PTT door in 1977 de Minitel te introduceren, een interactief informatie- en communicatienetwerk dat als voorloper van het internet wordt beschouwd.
In de periode dat hij president was, werd echtscheiding met wederzijdse instemming toegestaan. Abortus provocatus werd door zijn minister voor Volksgezondheid Simone Veil gelegaliseerd. De wettelijke leeftijd waarop iemand meerderjarig wordt, werd van 21 tot 18 jaar verlaagd. De laatste executie van een doodvonnis vond in 1977 plaats. Definitieve afschaffing van de doodstraf zou echter moeten wachten tot na het aantreden van zijn opvolger Mitterrand in 1981.

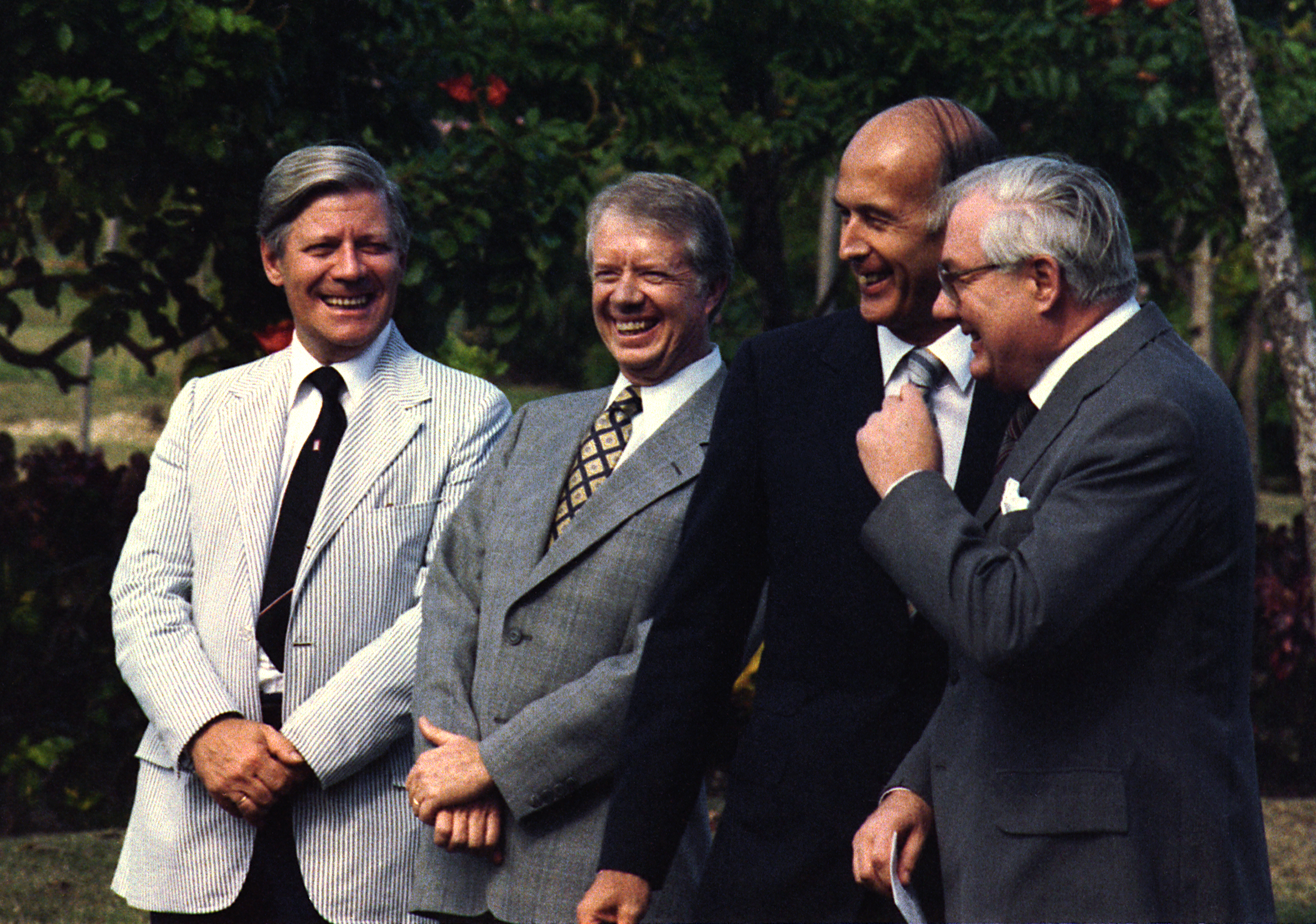
Bondskanselier van West-Duitsland Helmut Schmidt, president van de Verenigde Staten Jimmy Carter, president Valéry Giscard d'Estaing en premier van het Verenigd Koninkrijk James Callaghan op Camp David op 5 januari 1979.

Hij nodigde in 1975 de staatshoofden van de grootste westerse industrielanden voor een kleinschalige informele bijeenkomst op het kasteel van Rambouillet uit, een van zijn presidentiële buitenverblijven. Dat was de eerste ontmoeting van de G7, dat toen het postcommunistische Rusland in 1997 ook lid werd de G8 werd.
Giscard d'Estaing was een groot voorstander van Europese integratie, die naar zijn mening een derde weg moest volgen tussen het supranationalisme, dat hij niet haalbaar en niet wenselijk achtte, en het 'oude Europa' van 'rivaliserende soevereine staten'. Hij had met de toenmalige Duitse bondskanselier Helmut Schmidt een uitstekende relatie, zowel op persoonlijk als politiek vlak. Als zij onder elkaar waren, spraken zij Engels en speelden weleens schaak. Giscard d'Estaing had meer moeite met Chirac, de ambitieuze gaullist die zijn premier werd, maar die hij in 1976 na twee jaar ontsloeg. Hij benoemde in zijn plaats zijn partijgenoot Raymond Barre, die tot het eind van Giscard d'Estaings ambtstermijn in 1981 aanbleef. Barre was een bekend econoom, die ook de ministeries van Economische zaken en Financiën leidde en bezuinigingen doorvoerde.

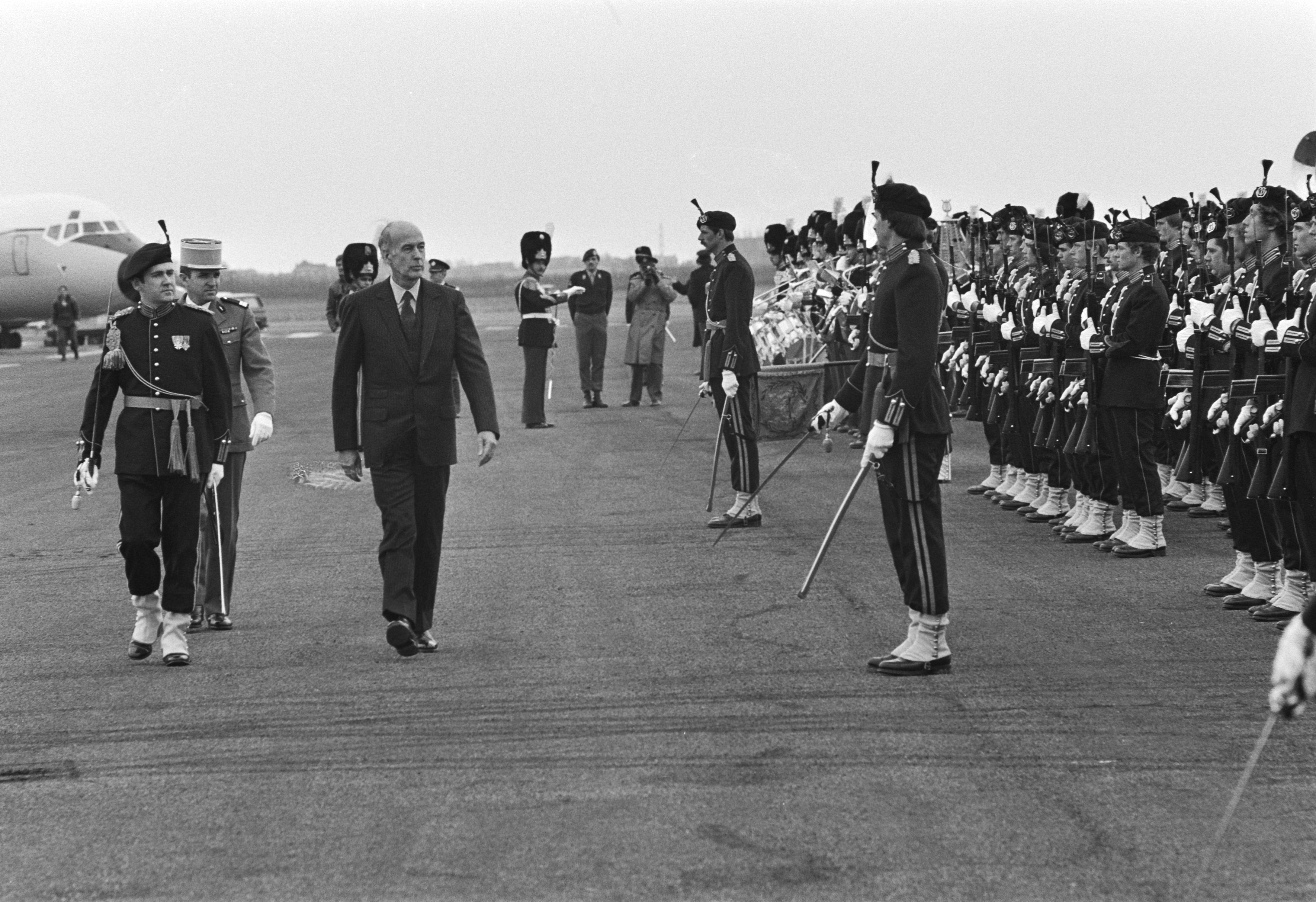
Europese Raad in Maastricht, Giscard d'Estaing inspecteert de erewacht op vliegveld Beek, 32 maart 1981

Giscard d'Estaing kwam in opspraak met militaire en andere interventies in de Franse invloedssfeer in Afrika. Dictator Jean-Bédel Bokassa van de Centraal-Afrikaanse Republiek werd eerst gesteund, maar later weer ten val gebracht. Daarin verschilde hij overigens niet wezenlijk van andere Franse presidenten in het postkoloniale tijdperk.
Hij was een onbetwist expert op financieel-economisch gebied, maar zijn probleem was 'het volk', zoals ooit opgemerkt werd door Charles de Gaulle. Daarmee bedoelde De Gaulle dat Giscard d'Estaing geen voeling met 'gewone mensen' zou gehad hebben. Dat laatste heeft, naast de economische crisis ten gevolge van de eerste (1973) en tweede oliecrisis (na de Iraanse Revolutie van 1979) tijdens zijn bewind, wellicht bijgedragen aan zijn nederlaag tegen de socialist Mitterrand bij de presidentsverkiezingen van 1981. Bovendien werd Giscard d'Estaings herverkiezingscampagne verstoord door een oude diamantenaffaire, een vermeend corruptieschandaal dat door PS-advocaat Roland Dumas en het satirische weekblad Le Canard enchaîné opnieuw werd opgerakeld en aangedikt. Volgens hen zou de president in 1973, toen hij nog minister  van Economische Zaken en Financiën was, diamanten hebben ontvangen van Jean-Bédel Bokassa, de tirannieke en intussen zelf gekroonde keizer van het Centraal-Afrikaans Keizerrijk. Achteraf bleek er niets van waar te zijn, maar D'Estaings imago werd hierdoor onherstelbaar beschadigd.

### Na het presidentschap
Na de verkiezingsnederlaag trok Giscard d'Estaing zich terug en werd hij wijnboer, maar hij bleef toch actief in de politiek. Hij was een jonge president en had dus, in tegenstelling tot zijn voorgangers en opvolgers, een lang "naleven". Als eerste oud-president vervulde hij weer een openbaar ambt. Hij was van 1986 tot 2004 voorzitter van de Conseil Régional van Auvergne, de gekozen volksvertegenwoordiging van deze regio. Hij zat voorts van 1989 tot 1994 in het Europees Parlement en hij was voorzitter van de Conventie over de Toekomst van Europa, die de Europese grondwet opstelde en in 2004 presenteerde. Frankrijk en Nederland stemden er bij het referendum over de Europese grondwet tegen.
Giscard d'Estaing schreef behalve memoires ook een roman, en werd in december 2003 tot de Académie française toegelaten.
Hij werd 17 november 2020 opgenomen in het ziekenhuis van Tours en stierf twee weken later, op 2 december, op 94-jarige leeftijd aan de gevolgen van COVID-19.

## Persoonlijk leven

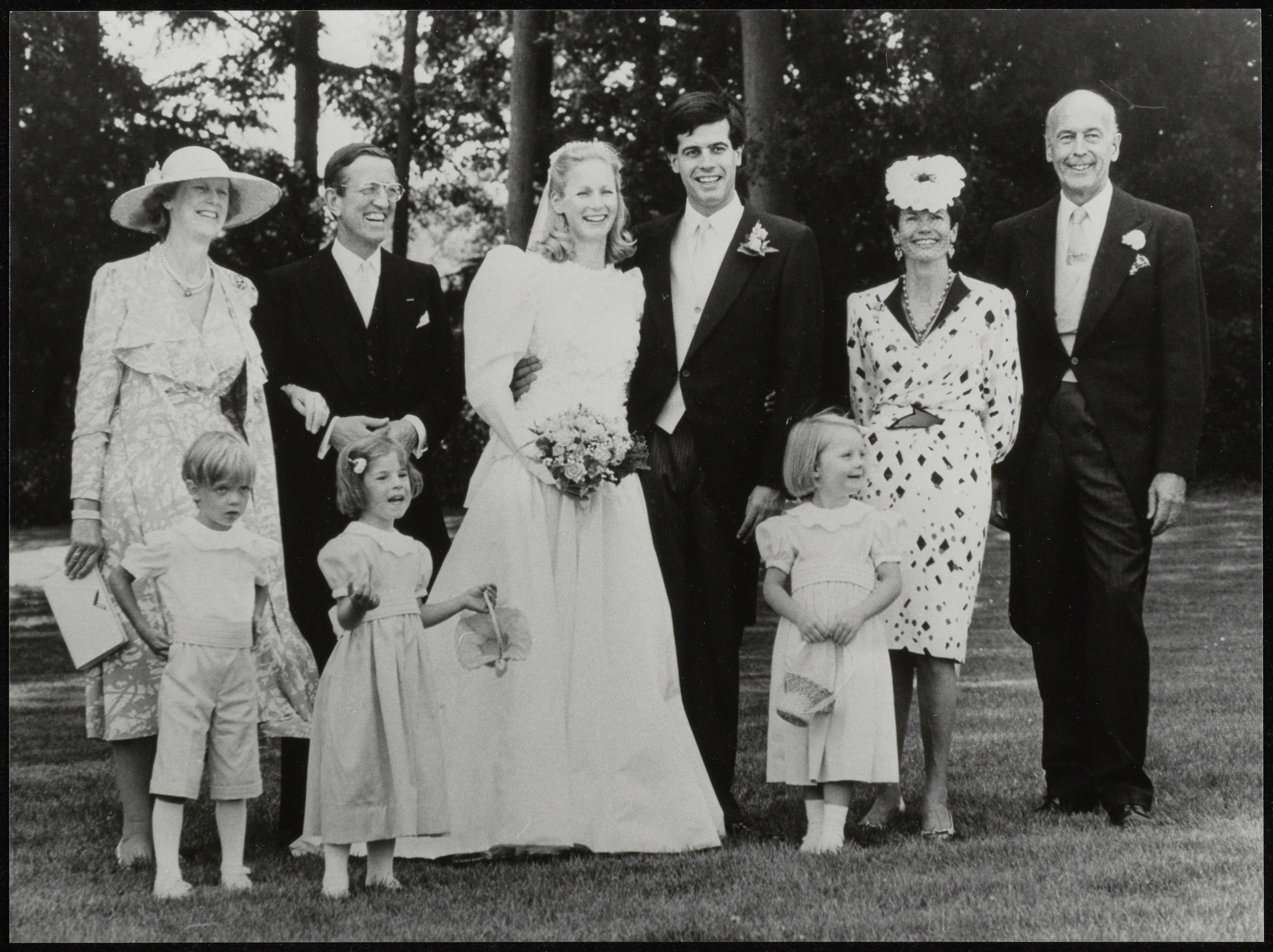
Het huwelijk Giscard d'Estaing-Sickinghe te Naarden in 1984. Valéry en Anne-Aymone Giscard d'Estaing rechts op de foto.

Giscard d'Estaing trouwde in 1952 met Anne-Aymone Giscard d'Estaing (1933). Zij was een dochter van graaf François Sauvage de Brantes; luitenant-kolonel der cavalerie en officier in de Nationale orde van het Legioen van Eer en prinses Aymone de Faucigny-Lucinge; telg uit het Huis van Faucigny en afstammeling van Karel X van Frankrijk. Valéry en Anne-Aymone Giscard d'Estaing hebben vier kinderen: Valérie-Anne (1953), een uitgever, Henri (1956), een zakenman, Louis (1958), een politicus, en Jacinte (1960-2018), een dierenarts. 
Hun oudste zoon, Henri Giscard d'Estaing, trouwde in 1984 met de Nederlandse jonkvrouw Wilhelmine Jeanne Mathilde Elisabeth Sickinghe (1956). Zij is een telg uit het oud adellijke geslacht Sickinghe en een dochter van jhr. Feyo Onno Joost Sickinghe (1926-2006) en Marguerite Cornélie van Eeghen (1928-2016), telg uit het patriciërsgeslacht Van Eeghen. 
- Bibsys: 90108862
- Biblioteca Nacional de Chile: 000893968
- Biblioteca Nacional de España: XX909707
- Bibliothèque nationale de France: cb11905127c (data)
- Catàleg d'autoritats de noms i títols de Catalunya: 981058528463206706
- CiNii: DA01290700
- Gemeinsame Normdatei: 118717685
- International Standard Name Identifier: 0000 0001 2143 0788
- Library of Congress Control Number: n80045870
- Nationale Bibliotheek van Letland: 000048986
- National Archives and Records Administration: 10581559
- Bibliotheek van het Japanse parlement: 00441001
- Nationale Bibliotheek van Tsjechië: xx0011453
- Nationale bibliotheek van Australië: 35684136
- Nationale Bibliotheek van Israël: 987007272467305171
- Nationale Bibliotheek van Polen: a0000002355237
- Nationale en Universitaire bibliotheek Zagreb: 000195488
- Nederlandse Thesaurus van Auteursnamen: 06916987X
- Parlement.com: vggd1fum7n7f
- Istituto Centrale per il Catalogo Unico: LO1V022085
- LIBRIS: 188275
- SNAC: w6xp81fc
- Système universitaire de documentation: 026893789
- Trove: 1041333
- Virtual International Authority File: 89736626
- WorldCat: E39PBJtcHCgG3kwvfCCFCpJv73

Lodewijk Napoleon Bonaparte · Louis Jules Trochu · Adolphe Thiers · Patrice de Mac Mahon · Jules Grévy · Marie François Sadi Carnot · Jean Casimir-Perier · Félix Faure · Émile Loubet · Armand Fallières · Raymond Poincaré · Paul Deschanel · Alexandre Millerand · Gaston Doumergue · Paul Doumer · Albert Lebrun · Vincent Auriol · René Coty · Charles de Gaulle · Georges Pompidou · Valéry Giscard d'Estaing · François Mitterrand · Jacques Chirac · Nicolas Sarkozy · François Hollande · Emmanuel Macron